# María Isabel Sánchez-Concha
María Isabel Sánchez-Concha Aramburú (Barranco, 26 de junio de 1889-1977) fue una escritora, actriz, defensora de los derechos de las mujeres y la primera mujer autora de un argumento para un cortometraje de ficción peruano.

## Biografía
María Isabel nació dentro de un ambiente aristócrata limeño, concretamente del tradicional distrito de Barranco. Estudió en el Colegio del Sagrado Corazón de San Pedro y desde niña dio muestras de una natural habilidad literaria. En 1900 inició un diario personal que fue supervisado por las monjas del internado. Con quince años fue parte del ardid de unos jóvenes admiradores del escritor español Juan Ramón Jiménez. José Gálvez y Carlos Rodríguez Hübner crearon la identidad de Georgina Hübner para mantener una correspondencia con el poeta, siendo María Isabel quien escribía las cartas. Jiménez se enamoró de Georgina y planificó viajar a Perú a conocer a la joven. El plan tuvo que ser abortado mediante un telegrama del cónsul español al poeta, dándole la noticia falsa del fallecimiento de Georgina. Fruto de esta relación ficticia Juan Ramón Jiménez escribió la elegía Carta a Georgina Hübner en el cielo de Lima contenido en su poemario Laberinto (1913).
Ya joven, María Isabel fue una socialité peruana que se movió en ambientes de salón y de intelectualidad, descritos en publicaciones como Variedades o La Crónica. Su casa en la calle Malambito 718 era un foco de reuniones sociales. Según la tradición popular en una de esas reuniones Chabuca Granda conoció a Victoria Angulo, la mujer afroperuana que le inspiró para escribir el vals «La flor de la canela».
A la par de su activa vida social Sánchez-Concha continuó desarrollando su carrera de escritora, utilizando los apodos de Belsarima o Marisabidilla, colaborando con la prensa limeña. En 1913 publicó su primer libro, Crónica limeña, con prólogo de Clemente Palma. Debido a sus aptitudes literarias, fue convocada por el empresario cinematográfico Juan Armengol para que escribiera el argumento del cortometraje Del manicomio al matrimonio (1913), la segunda película argumental realizada en Perú, en la que también participó como una de las actrices del reparto. En esos años también participó del ambiente artístico de la Quinta Heeren, donde existió un taller de pintura para mujeres para las que posó como modelo. Posteriormente en 1924 dirigió el segmento referido a la historia del Perú del documental El Perú ante el mundo. El film de La Prensa. Estas escenas hacían un viaje temporal desde el periodo incaico hasta la independencia peruana.
En 1926 un artículo suyo, La pascua del sol: Intip Raymi, fue publicado en la revista Amauta, dirigida por José Carlos Mariátegui. El artículo fue ilustrado por Elena Izcue. Un año después nació su hijo, Enrique Pinilla, fruto de su matrimonio con el cónsul español Antonio Pinilla Rimbaud. También tuvieron otros dos hijos, una de ellas, María Isabel Pinilla Sánchez-Concha, casó en 1945 con el diplomático Manuel Mujica Gallo.
En 1943, dirigió junto a Rosa Elvira Figueroa, Catalina Recavarren de Zizold y Nina Rojas de Antonoff el programa femenino de radio Nosotras, emitido de lunes a viernes a las 15:00 en Radio América.

## Obras
Belsamira escribió tanto relatos cortos como novela y teatro, así como ensayos. Algunas de sus obras son:
- Cuaderno de diario (1900-1901), diario personal.[13]
- Crónica limeña (1913), con prólogo de Clemente Palma.
- El diablo que sin querer hizo un santo (1914), novela.
- Tesoros de la vida sencilla (1919), conferencia sobre la obra Pájaro Azul de Mauricio Maeterlinck.
- Princesa Estalactita, comedia en colaboración con Virginia, María y Teresa Candamo.
- La piedad de los fuertes (1925), comedia.
- La princesa Palomilla
- La pascua del sol: Intip Raymi (1926), artículo en Amauta
- Las piedras del Cuzco (1928), ensayo sobre cultura incaica.
- Auto de fe, compilación de sus poesías.
- Alba en Palestina, relato de viajes.

## Filmografía
- Del manicomio al matrimonio (1913)
- Escenas de El Perú ante el mundo. El film de La Prensa (1924)